# Nordisk Film
Nordisk Film – duńskie przedsiębiorstwo filmowe założone w roku 1906 w Kopenhadze przez twórcę filmowego Olego Olsena. Zaraz za francuskimi Gaumont Film Company, Pathé i włoskim Titanus jest to czwarte najstarsze i wciąż aktywne studio filmowe na świecie.

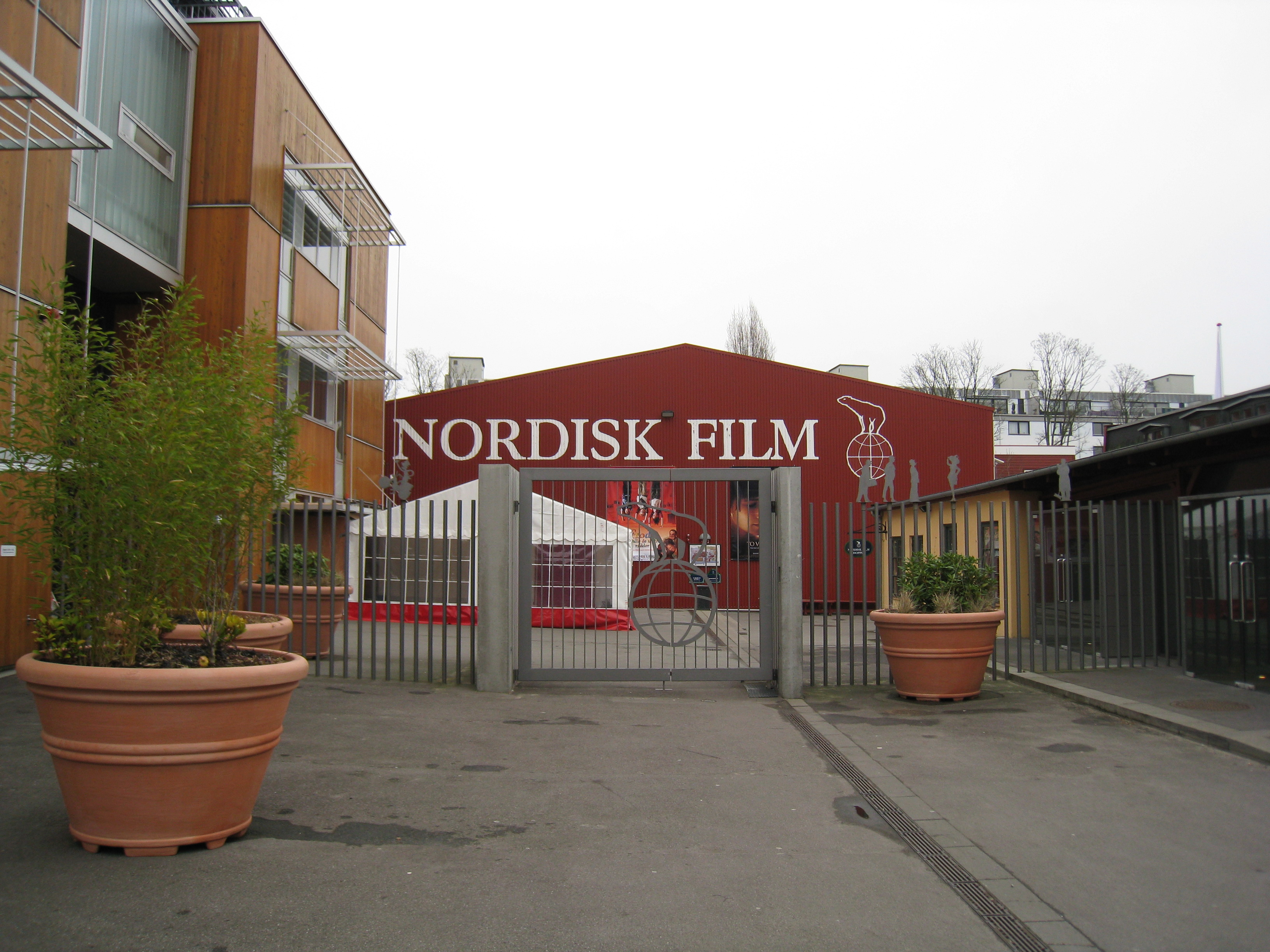
Siedziba Nordisk Film

Nordisk Film Production zajmuje się przede wszystkim produkcją filmów i seriali telewizyjnych. Każdego roku bierze czynny udział przy tworzeniu około 15 produkcji filmowych na terenie całej Skandynawii. Produkuje ona przede wszystkim filmy fabularne, animowane, krótkometrażowe, a także dokumentalne, które wyświetlane są później w Skandynawii i na całym świecie. Przedsiębiorstwo te współpracuje z takimi gigantami jak Sony Pictures, ma także wyłączne prawa do dystrybucji produktów Sony Playstation w krajach skandynawskich. Częścią tej wielkiej firmy jest także sieć kin w Danii i Norwegii o nazwie Nordisk Film Cinemas. Łącznie na terenach tych dwóch krajów funkcjonuje 39 kin, które rocznie odwiedza około 10 milionów kinomanów. Oddział firmy pod nazwą Nordisk Film Games inwestuje także w skandynawskie studia gier, jedną z nich była KoGaMa – budowlana gra online w trybie 3D. W dniu 30 maja 2018 roku ogłoszono, że nabywcą Nordisk Film został Avalanche Studios.
Najbardziej znane produkcje Nordisk Film to: Wojna (Krigen) – duński dramat wojenny, Wilkołacze sny (Når dyrene drømmer) − duński film fabularny z 2014 roku i Kolor mleka (Första Kärleken) – szwedzki serial telewizyjny. Lista wszystkich produkcji Nordisk Film dostępna pod linkiem.